# Alberto Podestá
Alejandro Washington Alé, más conocido como Alberto Podestá (San Juan, Argentina; 22 de septiembre de 1924-Buenos Aires, Argentina; 9 de diciembre de 2015) fue un reconocido cantante de tango argentino.

## Infancia y juventud
Nacido en la ciudad de San Juan, su padre falleció cuando él era muy pequeño, por lo que sufrió problemas económicos con su madre y sus cinco hermanos. Ayudados por su abuela, tuvo que trabajar desde temprana edad, al igual que su hermano mayor.
Solamente estudió hasta sexto grado, y participó en un programa radial de la escuela, conducido por una de sus maestras. Allí, Alberto estudió algunas canciones del popular Carlos Gardel y las interpretó en aquella recreación infantil titulada: Rayito de Sol, donde cada estudiante debía cantar un tema musical de moda. Por aquel labor, fue apodado "Gardelito". En su juventud también, fue vendedor de chocolates en un cine de una familia amiga para obtener dinero y ayudar a su familia.
Luego de actuar en LV5 Radio Los Andes, en la provincia llegó durante una gira el dúo cómico Buono-Striano, que al escucharlo cantar, lo invitan a viajar por Buenos Aires para relacionarlo laboralmente con las principales figuras de las escena nacional.
En 1939 apoyado por Hugo del Carril, junto a uno de sus hermanos, se instaló en la ciudad de Buenos Aires. En la confitería "Paradise", local bailable que tenía dos secciones, conoció al músico Roberto Caló, con quien hizo varias pruebas (actualmente llamados cástines), demostrándole sus condiciones para el canto, interpretando los tangos La Mariposa, Cosas olvidadas, Martirio y La que murió en París. Tras la deserción del vocalista Mario Pomar, Miguel Caló lo integró en su orquesta tras la recomendación de su hermano, Roberto. Allí, actuó con Osmar Maderna, Domingo Federico, Armando Pontier, Raúl Kaplún y Enrique Mario Francini.

## Comienzos y consagración
Con la orquesta de Caló, trabajó primeramente en el cabaré Singapur, de la calle Montevideo, que después fue ocupado por un teatro y una academia de tango. En esta, conoció a Homero Expósito, autor con Domingo Federico del primer tango que grabó Podestá: Yo soy el tango. Además, registró dos valses: Pedacito de cielo y Bajo un cielo de estrellas de Enrique Mario Francini y Héctor Luciano Stamponi como compositores, y la poesía de Homero Aldo Expósito y José María Contursi.
Gracias a una propuesta del representante de Carlos di Sarli, se presentó en la casa del músico para cantar, y este lo contrató y le definió su nombre artístico por el que es conocido, Alberto Podestá, reemplazando al que utilizaba hasta ese entonces: Juan Carlos Morel. Di Sarli le pagaba $350 por cada actuación en cabarés, $250 por las de radio y $35 por las de los bailes, a diferencia de Miguel Caló, quien le ofreció $250 por mes solamente. A pesar de las cifras importantes, Podestá casi no cantaba en las presentaciones, y era opacado por su compañero Roberto Rufino, por lo que se vio obligado a explicarle la situación a Carlos di Sarli. Durante sus actuaciones en el cabaré Marabú, conoció a importantes jugadores de fútbol de River Plate como Ángel Labruna, Alfredo Di Stéfano, Pipo Rossi, Adolfo Pedernera, entre otros.
Con Pedro Laurenz, quien luego fue convocado por Odeón, grabó bajo el sello Víctor el tango Nunca tuvo novio. Conjuntamente con Laurenz volvió a la orquesta de Miguel Caló para completar la dupla de cantores con Raúl Berón. En dos oportunidades estuvo cerca de cantar con Aníbal Troilo, pero en la primera tuvo que realizar una gira previa con Di Sarli al Uruguay, y al regresar ya estaban ensayando en la orquesta Edmundo Rivero y Floreal Ruiz. Después, cuando Podestá estaba actuando en Chile, se desvinculó de Troilo Raúl Berón y, aunque el interés de Pichuco era que Alberto Podestá llegara a su conjunto, las urgencias empresariales le exigieron a Aníbal contratar a Carlos Olmedo y Pablo Lozano de forma inmediata.
En 1945 se formó una orquesta dirigida por Enrique Mario Francini y Armando Pontier, en donde Alberto Podestá fue cantor, a quien pronto acompañó el reconocido Julio Sosa, de quien fue íntimo amigo. Ellos actuaban en el Sans Souci, alternando con Osvaldo Pugliese y en el  cabaré Tibidabo, cubriendo la ausencia de Aníbal Troilo, que temporalmente dejaba de actuar. A lo largo de su carrera, Podestá se presentó en diversos clubes bailables como el "Príncipe Georges", que reunían entre 500 y 2000 personas y renovaban 350 bailes semanales. Grabó en Colombia con Cristóbal Ramos, Ramón Ozán y Joaquín Mauricio Mora, en Venezuela con "Los caballeros del tango", en Uruguay con César Zagnoli, en Chile con Lucho Ibarra y en Argentina con Juan José Paz, Leopoldo Federico, Alberto Di Paulo, Luis Stazo, Jorge Dragone, Tití Rossi y Roberto Grela.
Desde el Teatro Casino, se emitía por Radio El Mundo un programa llamado: Ronda de ases, auspiciado por aceite "Cocinero". Las orquestas que se sucedían eran Osvaldo Fresedo, Aníbal Troilo, Carlos di Sarli y Ricardo Tanturi, que ejecutaban un tango cada una. Luego tocaba el conjunto de Alberto Soifer con Roberto Quiroga como cantante. De acuerdo al aplauso del público, se decidía cuál de las orquestas había agradado más: Alberto Podestá ganó en una de las audiciones con el tango Al compás del corazón.
En 1951 debutó como solista en Radio Splendid, y actuó en locales como el cabaré Maipú Pigall y confiterías de la ciudad de Buenos Aires. Fue nombrado Académico de Honor por la Academia Nacional del Tango de la Argentina. Entre 1967 y 1970 se radicó en Chile, donde continuó su carrera. En sus giras por América ha recorrido Colombia, Chile, Perú, Venezuela, Ecuador, México, República Dominicana y Estados Unidos: actuando en Nueva York, Chicago, Los Ángeles, Boston y Filadelfia. En sus grabaciones contó con acompañamientos de Alberto Di Paulo, Leopoldo Federico, Luis Stazo y Jorge Dragone. Registró aproximadamente 500 grabaciones, destacándose sus interpretaciones de los tangos Alma de bohemio, Nada, Percal, Al compás del corazón, Nido gaucho, La capilla blanca, El milagro, Margo, Qué falta que me hacés, Qué me van hablar de amor y El bazar de los juguetes. Actuó en "Caño 14" y en "El Viejo Almacén" de Edmundo Rivero Acompañado por el Cuarteto de Ernesto Baffa con Ubaldo De Lio en guitarra, Cacho Queirolo en piano y Sergio Paolo en bajo eléctrico. A su vez, se destacó en teatro con el bailarín Juan Carlos Copes y su ballet.

Cuarteto BAFFA-DE LIO en El Viejo Almacén con Cacho Queirolo en piano y Sergio Paolo en bajo eléctrico

## Últimos años
En los últimos años, a pesar de nunca haber dejado su carrera, continuó con presentaciones en recitales esporádicos. Paralelamente, actuó en el circuito for export de San Telmo, en locales como "La esquina de tango" y "La Cumparsita". Participó a mediados del 2000 en "La Selección del Tango", que contó con músicos como Leopoldo Federico, Rodolfo Mederos, Ernesto Baffa y Nicolás Ledesma.
En 2007 fue declarado Ciudadano Ilustre de la Ciudad Autónoma de Buenos Aires en el Salón Dorado de la Legislatura Porteña.
En 2008, fue convocado por Miguel Kohan para protagonizar el proyecto cinematográfico Café de los maestros, con el que cantó en el Teatro Colón, Argentino y Luna Park. A su vez, bajo las órdenes de Eduardo Calcagno, filmó una película que relata su vida con la participación especial de Federico Luppi y Valeria Bertuccelli titulada: El cantor del tango.
Falleció en Buenos Aires el 9 de diciembre de 2015.